# 阿爾弗雷多·丹布羅西奧
阿爾弗雷多·丹布羅西奧（義大利語：Alfredo d'Ambrosio，1871年6月13日－1914年12月），義大利作曲家、小提琴家。師承恩里科·博西（那不勒斯馬耶拉音樂學院），也曾向帕布罗·德·萨拉萨蒂及奧古斯特·威廉米學習。丹布羅西奧在之後前往尼斯，從事作曲和教學。1914年12月丹布羅西奧在巴黎過世，享年43歲。

## 作品
歌劇《皮亞·德·托洛梅》（Pia de' Tolomei），芭蕾《赫西利亞》（Hersilia），二部小提琴協奏曲，C小調弦樂四重奏（作品42，1908年）等。B小調第1號小提琴協奏曲（作品29）題獻給阿里戈·塞拉托，寫於1903年4月至10月間，1904年10月29日首演。G小調第2號小提琴協奏曲（作品51）題獻給雅克·蒂博，1913年4月6日由作曲家親自指揮首演，乔治·埃内斯库擔綱獨奏。
作品6的短曲（Canzonetta）或許是丹布羅西奧最著名的作品。1907年時丹布羅西奧曾經親自錄製此曲，此外亞歷山大·佩奇尼科夫（1914年）、米夏·艾尔曼（1921年）、托沙·賽德爾以及格奧爾格·庫倫坎普夫等人也都為此曲留下了錄音。其它值得一提的還有作品4的夜曲（Serenade），曾有雅沙·海菲茨（1919年）和乔治·埃内斯库（1924年）的著名錄音。

### 節選
室內樂
- 第1號短曲，為小提琴與鋼琴，作品6
- D大調浪漫曲，為小提琴與鋼琴，作品9
- G大調浪漫曲，為小提琴與鋼琴，作品27
- 第2號短曲，為小提琴與弦樂，作品28
- C小調弦樂四重奏，作品42，1908年

管弦樂
- 夜曲，作品4
- B小調第1號小提琴協奏曲，作品29，1903年
- G小調第2號小提琴協奏曲，作品51，1912年

## 個人生活
表親路易吉·丹布羅西奧也是一位小提琴家，亦是萨尔瓦托雷·阿卡多之師。

## 外部連結
- 互联网档案馆中阿爾弗雷多·丹布羅西奧的作品或与之相关的作品
- 阿爾弗雷多·丹布羅西奧的免费乐谱，由国际乐谱典藏计划提供